# Ferrosilit
Das Mineral Ferrosilit ist ein seltenes Kettensilikat aus der Pyroxengruppe mit der Endgliedzusammensetzung Fe2+2Si2O6.
Ferrosilit kristallisiert mit orthorhombischer Symmetrie und bildet braune bis grüne, meist unregelmäßig körnige, seltener prismatische, langtafelige bis nadelige Kristalle von wenigen Millimetern Größe.
Gebildet wird Ferrosilit unter Bedingungen der unteren Erdkruste (~30 km Tiefe) und findet sich weltweit in basischen Magmatiten und Metamorphiten mit einem hohen Eisen:Magnesium-Verhältnis, z. B. Charnockiten und metamorphen Eisenerzen.
Nicht verwechselt werden darf Ferrosilit mit dem Eisenselenid Ferroselit.

## Etymologie und Geschichte
Der erste eisenreiche Hypersthen wurde in Vittinki nahe Seinäjoki in Finnland gefunden und 1925 von M. Saxen beschrieben. Den Namen Ferrosilit für das Eisen (Ferro)-Metasilikat (Silit) FeSiO3 führte Henry Stephens Washington 1932 ein. Im gleichen Jahr publizierten Norman L. Bowen und John Frank Schairer ihre Untersuchung der FeO-SiO2-Verbindungen bei Umgebungsdruck und zeigten, dass Ferrosilit bei den untersuchten Bedingungen keine stabile Verbindung ist. Auch in der Natur wurden in den folgenden Jahren keine Hypersthene mit mehr als 85 Mol-% Ferrosilit gefunden. Schließlich war es Bowen selbst, der Ende 1935 einen monoklinen Pyroxen mit den optischen Eigenschaften von reinem Ferrosilit in einem Obsidian vom Naivashasee in Kenia identifizierte und Klinoferrosilit nannte. Spätere Untersuchungen zeigten, dass es sich bei den Klinoferrosiliten aus Obsidianen um metastabile Bildungen handelt.
Erst im Jahr 1964 konnten Arbeitsgruppen in Japan und am Geophysical Laboratory der Carnegie Institution of Washington, dessen Gründung von Henry Stephens Washington mit initiiert worden war, experimentell belegen, dass Ferrosilit bei hohem Druck ein stabiles Mineral ist.
Die erste vollständige Beschreibung eines natürlichen, orthorhombischen Ferrosilits mit nahezu Endgliedzusammensetzung aus einem Pyroxen-Gneis des Mount Marcy Gebiets in den Adirondack Mountains publizierten Howard W. Jaffe und Mitarbeiter im Jahr 1978.

## Klassifikation
In der strukturellen Klassifikation der International Mineralogical Association (IMA) gehört Ferrosilit zusammen mit Enstatit, Protoenstatit, Klinoenstatit, Klinoferrosilit und Pigeonit zu den Magnesium-Eisen-Proxenen (Mg-Fe-Pyroxene) in der Pyroxengruppe.
In der veralteten 8. Auflage der Mineralsystematik nach Strunz Ferrosilit noch nicht verzeichnet.
Im zuletzt 2018 überarbeiteten und aktualisierten Lapis-Mineralienverzeichnis nach Stefan Weiß, das sich im Aufbau noch nach dieser alten Form der Systematik von Karl Hugo Strunz richtet, erhielt das Mineral die System- und Mineral-Nr. VIII/F.02-020. In der „Lapis-Systematik“ entspricht dies der Klasse der „Silikate und Germanate“ und dort der Abteilung „Ketten- und Bandsilikate“, wo Ferrosilit zusammen mit Akimotoit, Donpeacorit, Enstatit, Nchwaningit und Protoenstatit die Gruppe der „Orthopyroxene“ mit der System-Nr. VIII/F.02 innerhalb der Pyroxengruppe (F.01 bis F.02) bildet.
Die von der International Mineralogical Association (IMA) zuletzt 2009 aktualisierte 9. Auflage der Strunz’schen Mineralsystematik ordnet den Ferrosilit ebenfalls in die Abteilung der „Ketten- und Bandsilikate“ ein. Diese ist allerdings weiter unterteilt nach dem Aufbau der Silikatketten sowie der Zugehörigkeit zu größeren Mineralfamilien, so dass das Mineral entsprechend seiner Zusammensetzung und seinem Aufbau in der Unterabteilung „Ketten- und Bandsilikate mit 2-periodischen Einfachketten Si2O6; Pyroxen-Familie“ zu finden ist, wo es zusammen mit Akimotoit, Donpeacorit und Enstatit die „Orthopyroxene – Enstatitgruppe“ mit der System-Nr. 9.DA.05 bildet.
Auch die vorwiegend im englischen Sprachraum gebräuchliche Systematik der Minerale nach Dana ordnet den Ferrosilit in die Klasse der „Silikate und Germanate“ und dort in die Abteilung der „Kettensilikatminerale“ ein. Hier ist er zusammen mit Enstatit und Donpeacorit in der Gruppe der „Orthopyroxene“ mit der System-Nr. 65.01.02 innerhalb der Unterabteilung „Kettensilikate: Einfache unverzweigte Ketten, W=1 mit Ketten P=2“ zu finden.

## Chemismus
Ferrosilit hat die Endgliedzusammensetzung [M2]Fe2+[M1]Fe2+[T]Si2O6 ist das Eisen-Analog von Enstatit ([M2]Mg[M1]Mg[T]Si2O6), wobei [M2], [M1] und [T] die Positionen in der Pyroxenstruktur sind.
Ferrosilit bildet eine lückenlose Mischungsreihe mit Enstatit entsprechend der Austauschreaktion
- [M1,2]Fe2+ = [M1,2]Mg2+ (Enstatit).

Als Ferrosilit werden alle Enstatit-Ferrosilit-Mischkristalle mit mehr als 50 % Fe2+ auf den Oktaederpositionen M1 und M2 bezeichnet, wobei die eisenreichen Verbindungen dieser Mischungsreihe nur bei hohen Druck (> ~10 kBar) stabil sind. Die eigenständigen Namen für die dazwischen liegenden Zusammensetzungen, Ferrohypersthen (50-70 Mol-% Ferrosilit), Eulit (70-90 Mol-% Ferrosilit), Orthoferrosilit (90-100 Mol-% Ferrosilit), wurden 1989 verworfen.
In der Reihe Ferrosilit – Hedenbergit besteht eine große, asymmetrische Mischungslücke und Ferrosilit baut auch bei hohen Temperaturen nicht mehr als ~5 Mol-% Hedenbergit ([M2]Ca2+[M1]Fe2+[T]Si2O6) ein, entsprechend der Austauschreaktion
- [M2]Fe2+ = [M2]Ca2+ (Hedenbergit).

Hedenbergit andererseits weist eine weitergehende Mischbarkeit mit Ferrosilit auf, die von 20 Mol-% bei 800 °C, 20 kBar bis 80 Mol-% Ferrosilit bei ~1000 °C reicht.

## Kristallstruktur
Ferrosilit kristallisiert mit orthorhombischer Symmetrie in der Raumgruppe Pbca (Raumgruppen-Nr. 61) mit 8 Formeleinheiten pro Elementarzelle. Das synthetische Endglied hat die Gitterparameter a = 18,417(2) Å, b =9,078(1)Å und c = 5,2366(4)Å.
Die Struktur ist die von Orthopyroxen. Silizium (Si4+) besetzt die zwei symmetrisch unterschiedlichen, tetraedrisch von 4 Sauerstoffionen umgebenen T-Positionen, die jeweils zu symmetrisch unterschiedlichen Einfachketten verknüpft sind. Eisen (Fe2+) besetzt die oktaedrisch von 6 Sauerstoffen umgebenen M1- und M2-Positionen.
Die Metall-Sauerstoff-Bindungen weisen einen deutlichen kovalenten Anteil auf und die röntgenographisch bestimmte Ladung der Kationen ist geringer, als die ideale Ionenladung:
- Si: +2,25
- Fe: +1,12

## Modifikationen
Die Verbindung FeSiO3 ist polymorph und kann mit verschiedenen Strukturtypen und Symmetrien vorkommen.

### Pyroxene
Ferrosilit bezeichnet FeSiO3 mit Pyroxenstruktur und orthorhombischer Symmetrie in der Raumgruppe Pbca (Nr. 61) und ist bei hohem Druck zwischen ~1 GPa und ~4-7 GPa und Temperaturen oberhalb von 800 °C stabil. Einbau von Magnesium oder Mangan erweitert den Stabilitätsbereich zu niedrigerem Druck und höheren Temperaturen.
Bei Raumtemperatur und sehr hohen Drucken wandelt sich Ferrosilit (α-Orthopyroxen) erst metastabil in monoklinen β-Orthopyroxen (~10 GPa), dann in orthorhombischen γ-Orthopyroxen (~12 GPa) um.
Unterhalb von 800 °C wandelt sich Ferrosilit in Klinoferrosilit mit monokliner Symmetrie in der Raumgruppe P21/c (Nr. 14) und der Struktur des Pyroxens Pigeonit um. Bei sehr hohem Druck von ~1,8 GPa bei 20 °C bzw. 4-5 GPa bei 800 °C ändert sich die Symmetrie und Klinoferrosilit liegt in der Struktur von Augit mit der Raumgruppe C2/c (Nr. 15) vor. Auch orthorhombischer Ferrosilit wandelt sich bei Temperaturen oberhalb von ~800-1200 °C und Drucken über ~4-7 GPa in diese Struktur um.

### Pyroxenoide
Bei Temperaturen über 1000 °C liegt FeSiO3 als triklines Einfachkettensilikat mit der Periodizität 9 vor (Ferrosilit III). Synthetisiert wurde es bei 2 GPa und 1250 °C.
Das unverzweigte siebener Einfachkettensilikat Pyroxferroit hat ebenfalls die nominelle Zusammensetzung FeSiO3, enthält aber immer auch geringe Mengen Mangan und Calcium.

## Bildung und Fundorte

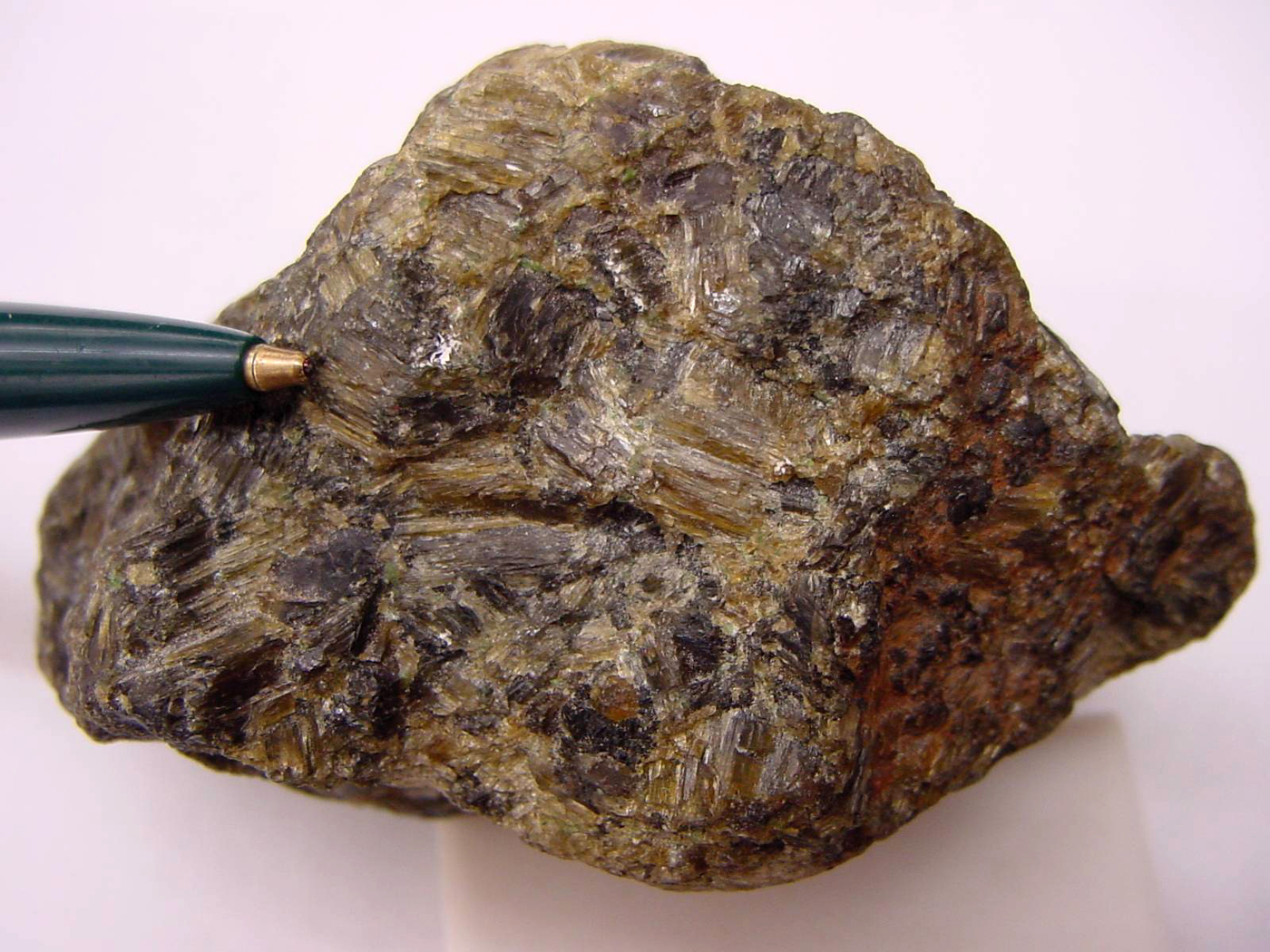
Ferrosilit (Hypersthen)

Reiner Ferrosilit ist bei mittlerem bis hohem Druck stabil und baut sich unterhalb von ~10 kBar ab zu Fayalit (Fe2SiO4) und Quarz (SiO2). Einbau von Magnesium oder Mangan vergrößert den Stabilitätsbereich von Ferrosilit zu höheren Temperaturen bzw. niedrigeren Drucken.
Ferrosilit kristallisiert unter den Bedingungen der unteren Erdkruste in ~30 km Tiefe und findet sich weltweit in basischen Magmatiten, z. B. Charnockiten, Granuliten und metamorphen, eisenreichen Sedimenten, z. B. Bändererz oder submarine Ablagerungen hydrothermalen Ursprungs sowie in einigen Meteoriten.